# Junonia lintingensis
Junonia lintingensis är en fjärilsart som beskrevs av Pehr Osbeck 1765. Junonia lintingensis ingår i släktet Junonia och familjen praktfjärilar. Inga underarter finns listade i Catalogue of Life.